# Tim Breyvogel
Tim Breyvogel (geboren 1978 in Essen) ist ein deutscher Schauspieler.

## Leben
Breyvogel absolvierte seine Ausbildung an der Grazer Universität für Musik und Darstellende Kunst. Von 2003 bis 2005 hatte er ein Engagement am Theater Krefeld und Mönchengladbach. Als Ensemblemitglied am Staatstheater Mainz (2006–2010) spielte er unter anderem den Hamlet, gab den Nikolai Lewin in Anna Karenina und spielte auch den Beaumarchais in Clavigo. 2010/2011 spielte er im Stück Die Grönholm-Methode am Volkstheater Wien und auch am Schauspielhaus Wien war er schon zu sehen.
Neben Theaterrollen spielt er auch in Kino und Fernsehen, so spielte er 2007 einen Agenten in Die Fälscher, gab einen Drogendealer in Folge 19 der Serie Der Staatsanwalt und 2014 spielte er im Staffelfinale von SOKO Kitzbühel ein Zwillingsbrüder-Paar.
2015 stand er in der wiederbelebten Proletenpassion  im Werk X auf der Bühne, 2016 spielte er in der Bühnenversion des Filmes Gegen die Wand.
Von 2016 bis 2023 war Tim Breyvogel Ensemblemitglied am Landestheater Niederösterreich.
Seit 2023 ist Tim Breyvogel Ensemblemitglied am Schauspielhaus Graz.

## Filmografie
- 2016: Alarm für Cobra 11 – Die Autobahnpolizei (Fernsehserie; Folge: Die falsche Seite)
- 2016: Das Geheimnis der Hebamme
- 2022: SOKO Kitzbühel (Fernsehserie; Folge: Wolf im Schafspelz)